# Otradni (óblast de Samara)
Otradny (en ruso: Отрадный) es una ciudad en el Óblast de Samara, en Rusia. Está situada en el margen izquierdo del río Bolshói Kinel, un afluente del río Samara, 84 km al noreste de Samara. Su población asciende a 48 183 habitantes en 2008. 

## Historia
El pueblo de Otradnoye (Отрадное) se crea a comienzos de los años 1920 por los agricultores de la aldea de Tchernavki. En 1946, las extracciones de petróleo da a luz a la ciudad de Moukhanovo (Муханово), cerca de Otradnoïe. En 1947, recibió la condición de municipio urbano, y se pasa a llamar Otradny. Durante su desarrollo, absorbe el pueblo Otradnoïe y recibe en 1956 el título de ciudad. 

## Población
| 27.900 | 44.400 | 45.200 | 48.767 | 50.048 | 48.183 |

## Economía
La economía de Ostradny se basa en la extracción y refinación de petróleo. También se incluyen las empresas de materiales de construcción, productos alimenticios (carne, leche, pan) y las prendas de vestir. 

## Ciudades hermanadas
- Bačka Palanka

- Datos: Q177770
- Multimedia: Otradny / Q177770